# Bethelkerk (Assen)
De Bethelkerk is een kerk aan de Groningerstraat in Assen die vroeger als Synagoge van Assen dienstdeed.
De naam van de kerk verwijst naar de Bijbelse plaats Bethel.
De Vrijgemaakt Gereformeerden namen op 12 mei 1947 het kerkgebouw in gebruik, een aantal jaren later (1951) werd het gebouw door hen gekocht. In 1970 verhuisden de Gereformeerden naar de Noorderkerk en de Bethelkerk werd te koop aangeboden. Het gebouw heeft daarna jaren leeg gestaan en werd gebruikt als opslagplaats voor meubels.
In 1975 brandde "De Ark", het onderkomen van de Onafhankelijke Baptistengemeente af. De baptisten hielden zo'n 3 jaar hun diensten in de achterzaal van de Bethelkerk, tot ze terug konden naar hun eigen gebouw.
In 1980 werd de kerk uiteindelijk gekocht door de Christelijk Gereformeerde Kerk, die er tot op heden diensten houdt.
Eind 2003 werd het kerkgebouw van de baptisten opnieuw door brand verwoest en vonden ze opnieuw onderdak in de Bethelkerk, tot ze in 2007 een eigen gebouw in gebruik namen.